# La Petite Vie
La Petite Vie est une série télévisée humoristique québécoise créée par Claude Meunier et diffusée par Radio-Canada. Dans sa diffusion initiale, ayant eu lieu du 16 octobre 1993 au 30 novembre 1998 sur les ondes de la Télévision de Radio-Canada, elle rassemble 59 épisodes de 23 minutes en 4 saisons mis en scène par Josée Fortier et réalisés par Pierre Séguin. 
Trois autres épisodes hors-saison sont produits en 1999, 2002 et 2009. Une cinquième saison de six épisodes est produite en 2023 pour célébrer le 30e anniversaire de la série culte. Ces épisodes ont été mis en ligne en primeur sur ICI TOU.TV EXTRA, la plateforme de vidéo sur demande de Radio-Canada, pour ensuite être diffusés sur ICI TÉLÉ à partir du 10 février 2024. 
Les épisodes de la première saison (1993-1994) étaient diffusés le samedi à 19 h 30, tout juste avant La Soirée du hockey. D’ailleurs, tout à la fin de l’épisode intitulé Le Retour de Rod, le 27 novembre 1993, Popa et Moman quittent pour aller voir un match des Canadiens de Montréal au Forum de Montréal. Quelques minutes plus tard, lors de l’émission d’avant-match de La Soirée du hockey, on voit Popa et Moman en direct au Forum, passer à la caméra, cherchant leurs sièges. À compter du 5 septembre 1994, les reprises de la première saison ont commencé à être diffusées le lundi à 19h30. Cette case horaire est restée celle de l’émission jusqu’en 1998.

## Synopsis
La série est une satire d'une famille québécoise de la classe moyenne. Elle met en scène la vie d'un couple rassis d'environ 60 ans ainsi que leurs quatre enfants disparates dans un quartier populaire de Montréal. 
Aimé Paré, « Ti-Mé »ou « Popa », et Jacqueline Paré, « Moman », forment un couple casanier mais accueillent tout le monde à leur corps défendant. Leur vie sentimentale est au point zéro depuis longtemps. « Moman » adore faire la cuisine et la dinde, et « Popa », continuellement inoccupé, porte une attention jalouse à « ses » sacs à vidanges.
Leur premier fils, Rodrigue « Rod » Paré, est un grand bébé à sa maman, découragé chronique et amateur de filles. Leur fille Thérèse est incroyablement naïve et sotte et n'arrive jamais à maîtriser la recette du pâté chinois steak - blé d'Inde - patates, mais persiste avec acharnement. Son mari, Réjean Pinard, qui parle de « lui » à la troisième personne, est un éternel paresseux, coureur de jupons et menteur invétéré pour couvrir ses frasques. Leur fils Rénald Paré (surnommé « Pinson ») occupe le poste prestigieux de gérant de caisse populaire et se fait remarquer par son comportement précieux et narcissique et sa pingrerie. Sa femme, Lison Paré, appelée affectueusement « Creton » par son mari, est une nunuche congénitale, qui tente de faire sa bourgeoise sans y parvenir vraiment. Leur autre fille, Caro Paré, est une féministe convaincue et une militante enragée, qui montre beaucoup de caractère pour défendre les causes les plus invraisemblables. En bref, il s'agit d'une caricature burlesque et outrancière d'une famille dysfonctionnelle, une  « anti-famille ».
Le générique de La Petite Vie parodie le générique de l'émission Rue des Pignons, autre série très populaire des années 1960. Le thème musical de l'émission est en fait le thème musical de Rue des Pignons, mais inversé .

## Distribution

### Famille Paré
- Claude Meunier : Aimé (ou « Ti-Mé ») Popa Paré
- Serge Thériault : Jacqueline Moman Paré et Jacquelin (frère jumeau de Jacqueline)
- Diane Lavallée : Thérèse Paré Pinard
- Marc Messier : Réjean Pinard (mari de Thérèse)
- Marc Labrèche : Rénald Paré (ou « Pinson »)
- Josée Deschênes : Lison Dubé Paré (ou « Creton ») (femme de Rénald)
- Bernard Fortin : Rodrigue « Rod » Paré
- Guylaine Tremblay : Caro Paré
- Stéphane Rousseau : Stimé Paré (le « cousin jumeau » de Ti-Mé)

### Amis
- Rémy Girard : Paul « Pogo » Gauthier
- Sylvie Potvin : Linda Gaudette (femme de « Pogo »)
- Michel Côté : Jean-Lou, Jean-Louis Frenette, Jean-Louis Pichette (il se présente sous ce nom au sergent dans l'épisode Jean-Lou Straight)
- Gilles Renaud : Bobby (mari de Jean-Lou, incarne M. Bricole)
- Véronique Le Flaguais : Agathe « Bobonne » (femme de Momo et amie par correspondance de Moman)
- Benoît Brière : Momo (un Français, mari de Bobonne)

### Rôles secondaires
Plusieurs personnalités québécoises ont tenu des rôles dans cette série, parmi lesquelles :
- Guy Carbonneau : son propre rôle
- Norman Helms : gérant du WacDo, Mickey Masse, passager dans l'avion
- Martin Petit : avocat du Japon
- Élise Guilbault : Shirley
- Marina Orsini : son propre rôle (saison 1, épisode 13 — La prise d'otage)
- Dominique Michel : la mère de Ti-Mé
- Robert Gravel : T-Bone
- Patrice Coquereau : journaliste
- Jacqueline Barette : Madame la Juge Leroyer
- Chantal Francke : Yvonne la grincheuse
- Denis Bouchard : réalisateur de télé
- Janette Bertrand : son propre rôle
- Luc Guérin : préposé au camping, gynécologue, docteur
- Normand Brathwaite : Napoléon Kiwi Premier
- Pierre Claveau : serveur et juge au concours Miss Madame.
- Jean Pierre Alarie : serveur
- Michel Barrette : Ben
- Chantal Lamarre : religieuse, Chantal l'astrophysicienne, cliente au restaurant
- Francine Ruel : Manon
- Guy Nadon : Louis-Philippe Dubuc
- Stéphane Jacques : Constant
- Patrick Bourgeois : l'abbé Girard
- Jean Besré : son propre rôle comme animateur du jeu télévisé Tous pour un
- Martin Drainville : Gérard-Marie, Albert l'astrophysicien, Jules
- Pierrette Robitaille : Darling
- Amulette Garneau : blonde de Rod
- Ghyslain Tremblay : le beau Marco
- Marie Michaud : journaliste pour les gays
- Reynald Robinson : date de Jean Lou
- Jean-Raymond Châles : serveur de La Carotte Joyeuse (saison 2, épisode 13 — Le mariage du gai II)
- Alexis Martin : gay
- Roger La Rue : secrétaire, inspecteur des caisses populaires
- Monique Miller : ma tante Henriette
- Mireille Thibault : pleureuse
- Richard Fréchette : Dr Longpré, annonceur à la radio
- Yvan Ponton : tuteur des Menteurs anonymes
- Adèle Reinhardt : Julie (menteuse anonyme)
- Claude Legault : menteur anonyme
- Luc Gilbert : M. Conn
- Suzanne Champagne : infirmière (dit La grosse face)
- Dany Turcotte : Dany Verveine (personnage de scène de Dany Turcotte)
- François Léveillé : Jean
- Sylvie Léonard : Jeanine
- Yves Jacques : Popeye, Hubert Hyves
- Gary Boudreault : Le Père Lebrun
- Claude Poirier : son propre rôle
- Luc Picard : Guy
- André Ducharme : Laurier Vinet, président des Caisses
- Pascale Desrochers : secrétaire, Madonna Dumais, passagère dans l'avion
- Cédric Noël : le Français dans l'avion
- Markita Boies : Marie Maurice
- Luc Senay : son propre rôle comme animateur du jeu télévisé La Guerre des clans
- Sylvie Moreau : religieuse
- Richard Séguin : son propre rôle
- Denis Trudel : policier
- Michel Dumont : sergent Tanguay
- Roger Joubert : Jean Paul
- Sonia Vachon : psychologue
- Michel Charette : livreur, chum de Caro (Ti-Bob)
- Michèle Deslauriers : Gérarde, directrice du salon funéraire
- Stéphane Rousseau : Scott Towel (personnage de scène de Stéphane Rousseau)
- Claude Rajotte : son propre rôle comme animateur à MusiquePlus
- Patrice L'Écuyer : Lucien Charest
- Patrick Huard : Jean Bouchard
- Céline Dion : son propre rôle
- Nathalie Gascon : médecin
- Roger Leger : Père de Réjean et PT de NewYou
- Jean-François Grenier : Ami de Popa
- François Papineau : psychologue de Rénald
- Garou : son propre rôle

## Personnages

### Aimé «Ti-Mé» Paré (communément appelé «Popa» ou «Ti-Mé»)
Le patriarche de la famille Paré est le mari de Jacqueline. Il aime passionnément sa femme mais est incapable de le lui dire. Ce personnage a un attrait particulier pour les vidanges, qu'il trie méticuleusement par ordre de dates ou de textures, et pousse parfois son obsession au point de les équiper de systèmes d'alarme anti-vol. Lorsqu'il veut avoir la paix, Aimé se réfugie dans son atelier au sous-sol de la maison familiale, où il entrepose et utilise ses nombreux outils, qu'il protège d'ailleurs férocement. Physiquement, Aimé est facilement reconnaissable : il porte en permanence une casquette brune, des grosses lunettes noires et une longue barbe. Son patois est « baptême », et son seul ami connu est Paul Gauthier, mieux connu sous le nom de Pogo.
Il n'est jamais appelé par son véritable prénom, Aimé, au cours de la série. On ne le voit qu'une seule fois, dans l'épisode Le Prisonnier, où son nom est inscrit sur une fiche judiciaire sur lui à la fin de l'épisode.
Le couple Paré dort dans un lit vertical parce qu'il trouve cela plus facile de se lever le matin. (Le gag date en fait des débuts de La Petite Vie, qui consistait en divers sketches sur scène de Ding et Dong, ce qui permettait une présentation plus aisée des scènes dans le lit conjugal mais surtout parce qu’ils racontaient des histoires à dormir debout.)

### Jacqueline «Moman» Paré
Elle est la femme de « Ti-Mé » et la mère de Caro, Rod, Rénald et Thérèse. Elle cuisine presque tout le temps et est maniaque du dindon, cuit, vivant ou emballé. Elle porte toujours une jaquette et un bonnet, peu importe le moment de la journée. Elle ne manque pas de mots lorsque vient le temps de sermonner « Ti-Mé », ses enfants ou ses beaux-enfants. De plus, elle tente à maintes reprises de donner un second souffle à son couple au grand désarroi de « Ti-Mé ». Ce personnage féminin est interprété par un homme, ce qui amplifie la loufoquerie de la série. « Moman » n'a presque pas de défaut si on exclut sa vénération pour Rod et sa froideur envers son fils Rénald. Mais à part cela, c'est une femme très attachante qui se soucie du bien-être de ceux qu'elle aime. La personne de qui elle se soucie le plus est probablement Rod puisqu'elle le considère comme son héros et ne cesse de le gâter. Elle est une grande fan de Evan Joanness parce qu'elle le trouve pissant de rire.

### Rodrigue «Rod» Paré
Le chouchou de « Moman » et l'ainé de la famille, est un grand adolescent de 37 ans. Il est constamment à la recherche du sens de la vie ce qui l'entraîne à changer son mode de vie à plusieurs occasions. Totalement absorbé par les vêtements (surtout les bas), les cheveux, les femmes et Rod Stewart. Il est incapable de vivre sans sa mère qui fait son lavage et prépare ses repas. Il ne sait même pas comment faire chauffer du macaroni. Il est un peu superficiel, ce qui agace beaucoup Caro. La phrase fétiche de Rod est : « Salut mom ! Salut pops ! ». Il bégaie quand il est devant une caméra.

### Thérèse Paré Pinard
Thérèse, la fille de « Popa » et de « Moman », est mariée à Réjean Pinard, un menteur et un coureur de jupons. Elle est la deuxième des quatre enfants Paré. Sa phrase fétiche est « Steak, blé d'Inde, patates » puisqu'elle ne réussit jamais à faire de pâté chinois. Le plus grand exploit de Thérèse serait d'avoir trompé son mari Réjean avec un inconnu dans une Toyota Tercel. Durant la première saison, elle avait des problèmes de stress et s'excitait pour un rien. Plus tard, elle a appris à prendre la vie avec un fatalisme blasé étonnant. Elle est infirmière en arrêt de travail pour cause de stress. Au cours des premières saisons, ses cheveux étaient coiffés de façon excentrique. Elle est en proie à des délires et à des lubies et est schizophrène. Elle a une relation très froide avec sa belle-sœur Lison, la femme de Rénald.

### Caro Paré
La rebelle de la famille est toujours à se joindre à diverses causes écologiques ou sociales. Ses principaux traits de caractères sont qu'elle est autoritaire et stricte et qu'il ne faut pas s'opposer à elle. Caro multiplie les relations mais les achève toutes rapidement pour des raisons souvent superficielles. Elle en veut beaucoup à son père avec qui elle se chicane presque tout le temps. Elle essaie souvent de se réconcilier avec Ti-Mé. C'est probablement le personnage qui est le plus en quête de son identité : elle a été obèse, religieuse, mégastar grâce à une seule chanson et dans une secte où l'on devient éternel. Elle est très attachée à « Moman ».

### Rénald «Pinson» Paré
Le « canard boiteux » de la famille, il est le résultat d'une grossesse indésirée. Les autres membres du clan Paré le trouvent assez ennuyeux et cheap. Il est marié à Lison, femme très jolie mais très vide d'esprit qui l'appelle amoureusement « Pinson ». Il est très obséquieux envers « Popa » à qui il voue une énorme admiration. Il adore ses parents, qui n'arrivent qu'à l'aimer un peu. Sa femme et lui mangent tous les dimanches chez « Popa » et « Moman » depuis dix ans au grand dam de ces derniers, qui rêvent de s'en débarrasser et vont jusqu'à leur servir des sandwiches aux « caps de tomates », que Rénald et Lison ont malgré tout aimés. Rénald serait prêt à tout pour avoir l'amour de ses parents, et il s'est déjà inscrit à un concours sur la bamba pour avoir l'amour et l'admiration de ces derniers. Il est gérant d'une caisse populaire, porte toujours le même complet-cravate beige, et a une fascination pour la bamba. La seule chose qu'on pourrait reprocher à Rénald serait son avarice, ce qui le rend assez antipathique aux yeux des autres membres du clan Paré. La phrase fétiche de Rénald est « Je ne suis pas CHEAP ».

### Lison «Creton» Dubé Paré
Elle est la femme de Rénald et la belle-fille de « Popa » et de « Moman ». S'habillant toujours avec des couleurs uniformes et très criardes, elle est probablement le personnage ayant le moins d'esprit et le moins de jugement. Ses phrases fétiches sont « Bonjour groupe ! » et « Pourriez-vous répéter la question S.V.P ? ». Creton possède le privilège d'être le membre le moins apprécié de la famille, mais pour une raison que l'on ignore, elle aime beaucoup les Paré. Elle mange tous les dimanches avec son mari chez ses beaux-parents depuis dix ans juste pour avoir la lampe du salon lors du décès de ceux-ci. Elle essaie toujours de s'attirer l'affection de Moman, la plupart du temps en lui disant qu'elle a du beau linge, mais cela ne lui est pas facile.

### Réjean Pinard
Il est le mari de Thérèse et le beau-fils de « Popa » et « Moman ». Il vit dans l'appartement au-dessus de la maison de ces derniers. C'est un coureur de jupons et un très mauvais menteur, qui ne trompe personne sauf sa femme, Thérèse. Malgré le fait qu'il trompe sa femme chaque fois qu'il en a l'occasion, Réjean est très triste à l'idée de perdre Thérèse. Il vit de l'aide sociale depuis toujours et travaille souvent au noir, n'a jamais connu son père et parle de lui-même à la troisième personne lorsqu'il est en discussion avec son beau-père. Réjean est souvent en dispute avec son beau-frère Rénald et a une phobie des Toyota Tercel depuis que Thérèse lui a avoué l'avoir trompé avec un inconnu dans une voiture de ce modèle.

### Paul «Pogo» Gauthier
Le meilleur (et sans doute seul) ami de Popa est un Teddy Boy authentique. Au cours des premières saisons, Pogo était un alcoolique en guérison ayant une peur bleue de l'intimité. Cette peur est causée par l'infidélité répétée de son ex-femme, Shirley. Plus tard, il se mariera avec une amie d'enfance de Moman, Linda Gaudette. Il évoque régulièrement des passages traumatisants de son passé, reliés à des parties de hockey particulières s'étant déroulées au Forum de Montréal, où il œuvre comme placier, ce dont il est très fier. Sa phrase la plus mémorable est « Un soir que j'tais au Forum, les Maple Leafs jouaient contre ch'ais pus trop qui... ».

### Linda Gaudette
Une amie d'enfance de Moman. Pour un personnage de La Petite Vie, elle est relativement normale malgré le fait qu'elle trouve Pogo extrêmement « sexy ». C'est une anglophone très gentille, qui ferait tout pour conquérir le cœur de son prince charmant: Pogo, qu'elle épousera.

### Jean-Louis Frenette
Jean-Lou pour les intimes est l'ami homosexuel de la famille. D'abord présenté comme le nouvel amoureux de Caro, tous se sont vite rendu compte que Jean-Lou était loin d'être hétérosexuel. Même après que sa relation avec Caro soit terminée, il continue de rendre visite fréquemment à Popa et Moman à la grande joie de cette dernière, qui le considère comme une « amie de fille ». Popa, par contre, a un peu de difficulté à l'accepter puisqu'il est un peu homophobe. La phrase préférée de Jean-Lou est « Ça va faire les allusions ». Il est marié avec l'idole de Popa, Monsieur Bricole. Le plus grand rêve de Jean-Lou serait de tomber enceinte.

### Bobby ou Monsieur Bricole
L'idole de Popa et le mari de Jean-Lou est un homosexuel très viril qui anime une émission de bricolage. Il existe une certaine tension sexuelle entre lui et Popa au grand inconfort de ce dernier.

### Momo et Bobonne
Les correspondants français de Moman sont insupportables et la caricature du Français que les Québécois aiment détester. Toujours à être vulgaires, à être volubiles et à donner de grandes claques dans le dos, Momo a un humour qui ne fait rire absolument personne. Chacun a sa personnalité ennuyante : Momo, paresseux comme pas deux, et Bobonne, une fan inconditionnelle d'Édith Butler. C'est bien simple puisque même Moman ne peut les supporter. Un de leurs fils, Bouboule, épousera Caro. Quant à leur autre fils, Maxime, on pourrait croire que c'est le frère jumeau de Rénald.

## Épisodes

### Première saison (1993-94)
- 1.1 Le Voyage à Plattsburgh

Popa et Moman gagnent un voyage en Chine, eux qui n'ont jamais voyagé... Ça ne fait pas vraiment l'affaire de Popa ni celle des enfants. Vont-ils laisser la maison seule? Devront-ils l'apporter avec eux?
- 1.2 New You

Réjean et Thérèse tentent d'entraîner Popa, Moman et le reste de la famille dans un système de vente pyramidale... Popa et Moman vont-ils résister ou devenir millionnaires? (Première apparition de Pogo)
- 1.3 La Thérapie de Caro

Caro, le mouton noir de la famille, décide de résoudre son complexe d'Œdipe, qui subsiste, selon elle, à cause de Popa...
- 1.4 Le Souper avec une vedette

Popa et Moman vont souper avec une vedette du hockey. Popa réalise le rêve de sa vie et Moman, qui ne connaît rien au hockey, doit l'accompagner. Ils demandent à Pogo de filmer le souper...
- 1.5 Le Roast de Rénald

La famille organise un party surprise pour fêter Rénald, le jeune banquier conservateur – pour ne pas dire radin – de la famille.
- 1.6 Le Blind Date

Y'a de l'amour dans l'air! Moman veut trouver une compagne à Pogo, l'ami de Popa, en peine d'amour depuis 1957. De leur côté, Thérèse et Réjean reviennent d'une thérapie conjugale. (Première apparition de Linda)
- 1.7 Le Retour de Rod

Avec l'aide de Caro, Moman tente de convaincre Rod d'assumer son âge et de laisser tomber sa vie de playboy. Popa installe à la maison un système d'alarme à toute épreuve. À la fin de l'épisode, après les applaudissements, une scène est ajoutée alors qu'on voit Popa et Moman quitter pour aller voir un match du Canadiens au Forum de Montréal. Moman demande contre qui le Canadiens joue, ce à quoi Popa répond « Contre les Expos! » Puis, alors que Popa cherche les billets et que Moman lui fait réaliser qu'il les a dans ses mains, il lui demande qui les a mis là, ce à quoi Moman répond « Wayne Gretzky! » Popa ajoute : »Attend que je lui parle! » Le Canadiens jouait à domicile ce soir-là contre les Kings de Los Angeles, équipe dont faisait partie Wayne Gretzky à l'époque. Quelques minutes après la fin de l'épisode, dans l'émission d'avant-match de La Soirée du hockey, on voit Popa et Moman en direct du Forum, passer à la caméra, cherchant leurs sièges.
- 1.8 Le Souper du dimanche

Comme tous les dimanches soir, Rénald et Lison viennent souper à la maison. Découragés, Popa et Moman ne savent plus comment s'en débarrasser. Thérèse et Réjean veulent les aider.
- 1.9 La Pierre au foie I

Caro est entrée dans une secte, Thérèse se croit enceinte et Moman entre d'urgence à l'hôpital... Popa, complètement démuni, demande à Pogo de venir l'aider à la maison.
- 1.10 La Pierre au foie II

Moman est à l'hôpital. Popa et les enfants sont à son chevet.
- 1.11 Thérèse au Wacdo

Convaincue de la solidité de ses nerfs, Thérèse veut retourner travailler. Popa et Moman l'encouragent même sur son lieu de travail. Pendant ce temps, Réjean se pose de grandes questions sur son existence.
- 1.12 Le Cadran

Popa se réveille en retard à cause de son réveille-matin. Réjean le convainc de poursuivre le fabricant. Moman, Thérèse, Rénald et Lison sont appelés à témoigner.
- 1.13 La Prise d'otage

On a kidnappé Lison. Rénald est découragé et vient chercher réconfort auprès de Popa et Moman. Rod se cherche un look, car il a rendez-vous avec une grande vedette du show business.
- 1.14 L'Ami de Caro

Popa donne des cours de conduite à Moman. Caro leur présente son nouveau chum, Jean-Lou, un homme très rose. Rod se pose des questions sur sa sexualité. (Première apparition de Jean-Lou)
- 1.15 La Correspondante de Moman

Depuis plusieurs années, Moman entretient une amitié par correspondance avec une Française. Bobonne et son mari Momo viennent visiter Moman et Popa et habitent la maison pour quelques jours.
- 1.16 Le Changement de caractère

Moman menace de quitter Popa s'il n'améliore pas son caractère. Réjean, Caro et Rod profitent de la situation.
- 1.17 Belle-Moman

La mère de Popa décide de quitter le foyer pour venir habiter avec son fils. Moman ne voit pas la chose d'un bon œil. Lison et Rénald choisissent l'insémination artificielle pour avoir un enfant.
- 1.18 Le Prisonnier

Pour fêter l'anniversaire de Thérèse, Popa et Moman reçoivent Thérèse, Réjean, Rénald, Lison et Caro. Cette dernière est accompagnée d'un prisonnier en probation.
- 1.19 Château ragoût

Réjean et Thérèse se lancent dans la fabrication de vin maison, pendant que Rénald et Lison se lancent dans la chirurgie esthétique.
- 1.20 Info Caro

Caro tombe amoureuse d'un réalisateur qui lui propose d'animer une émission à la télé communautaire. N'ayant pas trouvé ses invités, elle fait appel à la famille.

### Deuxième saison (1995)
- 2.1 Le Bébé-pilote

Lison et Rénald essaient sans succès d'avoir un bébé. Un psychologue leur propose de jouer aux parents à l'aide d'une poupée informatisée. Toute la famille se prend au jeu.
- 2.2 Le Camping

Moman désire se retrouver seule avec Popa. Ils partent en amoureux faire du camping.
- 2.3 Le Vidéo

Caro présente à Popa et Moman un ami de l'Ouganda, professeur en sociologie, qui est au Québec pour étudier les us et coutumes de la famille québécoise typique.
- 2.4 Pogo love story

Moman et Popa jouent les Cupidon. Ils partent en week-end à Plattsburgh avec Pogo et Linda Gaudette afin de les réunir une fois pour toutes.
- 2.5 Mlle Morin

Un grand-oncle éloigné de Moman, très riche, est décédé. Rénald et Lison sont impatients de savoir qui va hériter.
- 2.6 Le Kick de Moman

Moman tombe sous le charme de Ben, un ami de Rod. Popa tente de la reconquérir. Réjean a de la difficulté à s'adapter à son nouvel emploi de cobaye à l'université.
- 2.7 Le Suicide de Rod

Moman est persuadée que Rod est déprimé et qu'il songe au suicide. Elle tente de lui remonter le moral avec l'aide de Popa, de Caro et même de Pogo.
- 2.8 Le Retour dans le passé

Caro découvre le journal intime de Popa. En le lisant, elle imagine les premières fréquentations de Popa et Moman et revit un certain Noël en famille.
- 2.9 L'Aventure de Réjean

Réjean quitte Thérèse pour vivre une aventure avec une députée.
- 2.10 Tous pour un

Rénald est concurrent à Tous pour un. Il découvre enfin les joies d'être aimé et populaire auprès de sa famille.
- 2.11 Réjean reçoit

Réjean veut impressionner un ancien camarade de classe et sa femme en les recevant à souper. Il demande à Popa et Moman de jouer le jeu avec lui.
- 2.12 Le Mariage du gai I

Jean-Lou, l'ami homosexuel de Caro, veut se marier avec son nouvel ami. Caro tente de convaincre Popa et Moman de faire la cérémonie à la maison.
- 2.13 Le Mariage du gai II

Lorsque Popa rencontre l'ami de cœur de Jean-Lou – qui n'est nul autre que son idole, M. Bricole –, il se laisse convaincre. Caro organise tous les préparatifs pour le mariage de son ami gai.
Une émission intitulée Les Dessous de La Petite Vie, le « making-of » de la série, a été diffusée durant cette saison et est désormais disponible dans le coffret-souvenir.

### Troisième saison (1996)
- 3.1 Le Million

Rénald souffre de troubles cardiaques et on doit lui éviter toute sensation extrême au grand dam de Lison qui a gagné 6 000 000 $ à la loto. Elle doit donc lui cacher cela pour ne pas « lui faire sauter la patate ». La famille en profitera largement!
- 3.2 Menteurs anonymes

Toute la famille est devenue très las des menteries de Réjean et l'envoie dans une réunion des menteurs anonymes. Ils réussissent, mais s'ennuient bien vite des anciennes habitudes de Réjean.
- 3.3 L'Hospice I

Rénald décide de faire des profits en chassant ses parents de la maison et essaie de la vendre. Popa et Moman se retrouvent donc à l'hospice. Nos deux héros arriveront-ils à s'en sortir?
- 3.4 L'Hospice II

Tandis que Moman se console dans les Prozac et s'amuse comme jamais, Popa lui, est convaincu qu'il est sain d'esprit et qu'il doivent partir de l'hospice.
- 3.5 La Jalousie de Pogo

Pogo vient tout juste de revenir de son voyage de noces avec Linda et est extrêmement jaloux. Thérèse se découvre des talents de médium et les met au service de policiers qui sont à la recherche d'une dangereux criminel surnommé « l'étrangleur de pet shops ».
- 3.6 Le Frère jumeau

Moman reçoit la visite de son frère jumeau. Pendant qu'elle est partie magasiner, Jacquelin (le frère jumeau de Moman) en profite pour voler sa petite sœur et sa belle famille. Une surprise l'attendra quand il essaiera la fameuse jaquette de Moman.
- 3.7 Miss Madame

Lison décide de s'inscrire au concours Miss Madame (entre autres parce que Rénald l'a poussé à le faire) pour gagner 10 000 $, Thérèse aussi est inscrite et elle est bien déterminée à ne pas laisser Creton gagner. Qui gagnera qui perdra, ça reste à découvrir.
- 3.8 Rénald gai

Lison panique parce qu'elle pense que Rénald est homosexuel. Elle décide, avec l'aide de Moman et de Jean-Lou, de trouver la réponse à ses questions. Entre-temps, Jean Lou et Bobby traversent une dure période car Bobby doit aller se faire diminuer en dessous de la ceinture. Ce dernier décide d'inviter Ti-Mé a son émission.
- 3.9 Réjean vice-président

Réjean devient vice-président de la caisse populaire où Rénald travaille mais tente de garder son B.S.
- 3.10 Le Combat des clans

Rénald et Lison ont inscrit toute la famille Paré à l'émission Le combat des clans. Cependant, il n'y a que 5 places disponibles mais 6 membres voulant être de la partie. Pendant ce temps, Thérèse est dans son fameux syndrome prémenstruel.
- 3.11 Caro religieuse

Caro est brisée : le beau Marco l'a quittée. Elle décide donc d'entrer chez les sœurs. Moman, Popa et Jean-Lou feront tout pour l'en dissuader.
- 3.12 Le Rêve de Moman

Moman est à bout de nerfs, elle fait des crises d'insomnie en raison du mal de dent de Ti-Mé. Elle fait un rêve qui ressemble étrangement à un mélange de Star Trek et de Star Wars.
- 3.13 Le 40e Anniversaire

C'est le 40e anniversaire de mariage de Popa et Moman, mais tout tourne au vinaigre. Momo et Bobonne se font de la partie pendant que Réjean, Rénald, Thérese, Lison, Caro et Rod veulent tous organiser le party à LEUR façon.
Un montage de bloopers de la saison, intitulé Les Meilleures Erreurs pour rire !!! est disponible dans le coffret-souvenir.

### Quatrième saison (1998)
- 4.1 L'Héritier

Caro revient de France. Popa prend la décision de laisser son héritage au premier de ses enfants qui lui donnera un enfant (même si Moman aurait voulu tout laisser à Rod).
- 4.2 Jean-Lou straight

Jean-Lou s'ennuie de l'armée et décide d'y retourner, malgré les protestations de Bobby. Pour cela, il doit faire croire qu'il est hétérosexuel. Moman décide de l'aider à avoir l'air viril avec des techniques particulières.
- 4.3 Le Zèbre

Moman tente de ranimer la flamme dans son couple. Pour ce, elle écrit des lettres d'amour à Popa, sous la plume d'une Égouine en chaleur. Entre-temps, Pogo retrouve son ex, Shirley (Élise Guilbault) au grand dam de Linda.
- 4.4 Caro grosse

Caro devient terriblement jalouse du bébé de Thérèse et trouve sa consolation dans la nourriture. Toute la famille tente de l'aider à maigrir avec l'aide de la psy de Caro. Aussi, Rod a disparu, au grand désespoir de Moman.
- 4.5 Le Divorce I

Rénald et Lison divorcent, à la grande joie de Popa et Moman. Entre-temps, Réjean est jaloux du gynécologue de Thérèse (Luc Guérin), mais tente de ne pas le laisser paraître. Popa, quant à lui, se cherche un nouveau look pour faire craquer Moman.
- 4.6 Le Divorce II

Deux semaines après leur divorce, Lison et Rénald se sont déjà trouvé de nouvelles conquêtes. Ils les invitent tous deux à souper chez Moman et Popa. Entre-temps, Réjean tente de guérir sa jalousie envers le gynécologue de Thérèse.
- 4.7 Le Shower

Lors du shower de Thérèse, Jean-Lou suggère que les hommes fassent des activités masculines et les femmes des activités dites féminines, mais Caro, comme à son habitude, se rebelle et décide que ce soit le contraire. Les femmes se retrouvent donc à la pêche pendant que les hommes doivent organiser un shower pour Réjean.
- 4.8 Popa déprimé

Popa est très déprimé depuis quelque temps. Pogo tente de le consoler mais se retrouve, lui aussi, entraîné dans la déprime. C'est au tour de Réjean d'essayer de consoler Ti-Mé, réussira-t-il ?
- 4.9 Paris

Moman et Popa décident de rendre visite à Momo et Bobonne en France. Ceux-ci leur réservent bien des surprises.
- 4.10 Musique Plus

Rod rêve de devenir animateur de la station Musique Plus et avec l'aide de Caro, il tentera de réaliser son rêve. C'est plutôt Caro qui deviendra une célébrité grâce à la chanson qu'elle y aura interprété : Le rap des tarés, un rap assez offusquant sur sa famille. Elle deviendra par la suite une mégastar, au grand dam de sa famille qui répliqueront à leur façon.
- 4.11 Le Chalet

Rénald veut devenir le parrain du petit Pinard dans une autre de ses étranges manigances. Le couple Pinard est donc invité par Lison et Rénald, à coucher dans une roulotte. Thérèse et Réjean leur en feront voir de toutes les couleurs!
- 4.12 L'Élection

La famille discute de l'élection en choisissant chacun un clan. Du côté des libéraux on retrouve donc Rénald, Réjean, Lison et Popa contre les supporters du Bloc: Caro, Rod, Moman et Thérèse.
- 4.13 L'Accouchement

Thérèse accouche enfin! Moman, Popa, Réjean, Rénald, Lison, Caro, Rod, Pogo, Linda et Jean-Lou se réunissent pour assister à la naissance de l'héritier Paré.

### Cinquième saison (2023)
- 5.1 L’absente

Trente ans plus tard, la famille Paré est réunie… sans Moman. Popa se convainc que son absence est temporaire. Les enfants organisent un conseil de famille afin de lui faire comprendre qu’elle l’a quitté.
- 5.2 Je me souviens

Lison se lance en pub, alors que Rénald souffre de problèmes cardiaques et croit mourir à tout moment. Pogo, malgré une mémoire déficiente, anime l’émission Je me souviens à laquelle Popa est convié.
- 5.3 Cannabis et voyage astral

Pendant que Thérèse multiplie les voyages astraux, Réjean déniche un emploi de vendeur qui fait planer. Ils invitent Rénald et Lison à souper… chez Popa. Thérèse propose de se mettre aux fourneaux!
- 5.4 Le coming out

Pour annoncer à leur fils de 33 ans (Richardson Zéphir) qu’il a été adopté, Rénald et Lison organisent un « coming out », où chaque membre de la famille doit dévoiler un secret… Rod présente sa nouvelle blonde (Valérie Blais) à Popa.
- 5.5 Fidèle au poste

Réjean anime une émission sur la fidélité. Pogo, Lison et Rénald acceptent de participer; Popa aussi, à condition d’y jouer de la guitare. Lison en profite pour présenter sa nouvelle pub.
- 5.6 Les préarrangements

Réjean aide Popa à organiser une répétition pour ses funérailles. Tout le monde est dans le coup et joue le jeu. Thérèse, Rénald, Lison, Rod et Caro viennent lui rendre un dernier hommage.

### Hors-saisons (1999-2009)

#### Le Bogue de l'an 2000(1999)
C'est le réveillon et la famille Paré est convaincue qu'un grand bogue arrivera. Popa a pensé à tout: bazooka, fournaise au charbon et TV au gaz. Rénald, Creton et Caro se sont convertis aux Grands Bogués et font une tonne de prévisions ridicules. Popa et Moman ont quelques visions du futur; les martiens vendent des barres Mars, les gens font l'amour avec un doigt et les gens mangent des pilules. Attention au bogue de l'an 2000.

#### Noël chez les Paré(2002)
Chez les Paré, chaque Noël se termine par une énorme chicane. Cette année, Moman décide d'avoir un Noël d'amour et de religion et chasse ses enfants de chez elle et décide de passer son Noël toute seule. Rénald, Réjean, Thérèse, Lison et Caro essaient d'arrêter la chicane. Tous blâment Caro et décident de devenir chums. Moman en reste toute surprise et décide de les laisser passer Noël avec elle. L'épisode se termine lorsque Popa, Moman, Réjean, Rénald, Thérese, Lison, Caro et son nouveau chum écoutent Céline Dion chanter « C'est Noël », en l'honneur de Moman.

#### Noël Story(2009)
Spécial Noël de 90 minutes diffusé le 20 décembre 2009 par Radio-Canada.
Dans Noël Story, Ti-Mé, Jacqueline, Caro, Thérèse et Réjean se rassemblent au chalet de Rénald et de Lison pour célébrer Noël à la campagne. Arrivés sur les lieux, les convives perdent toutefois le sourire lorsqu’ils réalisent que Pinson et Creton les ont inscrits — à leur insu — à un concours télévisé organisé pour trouver la plus belle famille de Noël. Également dans la course pour mettre la main sur le prix de 250 000 $ : les Groleau (interprétés par Lise Dion, Jean-Michel Anctil et Dominic Sillon) et Jean-Lou (Michel Côté).

## Hors Canada
En France et dans le reste du monde, la série est diffusée sur TV5 Monde dans le segment Ma Série au Canada .
La saga a d'ailleurs été adaptée en Suisse par la Télévision suisse romande et Yaka Productions sous le nom de « La Petite Famille ». Cette dernière fut retirée des ondes, n'ayant pas eu le succès escompté.

## Impact et réception
La plupart des épisodes attiraient régulièrement plus de deux millions de téléspectateurs. C'est l'une des plus marquantes émissions cultes québécoises.
Fortement considérée comme un classique de la télévision québécoise, elle est la seule série télévisée québécoise et canadienne à avoir franchi la barre des quatre millions de téléspectateurs, le 20 mars 1995, pour l'épisode Mlle Morin et à avoir battu son propre record pour l'épisode Réjean reçoit avec un record toujours inégalé de 4 098 000 téléspectateurs.
En novembre 2020, à la suite de la réception d'un seul commentaire, Radio-Canada retire de sa plate-forme Tou.tv l’épisode Le vidéo, qui date de 1994, parce que le scénario, axé autour d'un personnage ougandais joué par l'acteur Normand Brathwaite, « pourrait être mal compris et ressenti comme une insulte par une partie de l'auditoire ». La décision soulève tout un tollé, et une semaine plus tard, l'épisode est remis en ligne, précédé du traumavertissement « Ce programme est proposé tel qu’il a été originellement créé et peut contenir des représentations sociales et culturelles différentes d’aujourd’hui », qui est du coup appliqué à tous les autres épisodes de la série, en ligne comme pour les reprises en ondes.

### Récompenses[11]
| 2010 | Gémeaux | Prix du public Desjardins – série préférée depuis les 25 dernières année                                | Avanti Ciné Vidéo |
| 2003 | Gémeaux | Meilleure interprétation : humour                                                                       | Benoît Brière, Josée Deschênes, Céline Dion, Marc Labrèche, Diane Lavallée, Marc Messier, Claude Meunier, Stéphane Rousseau, Serge Thériault, Guylaine Tremblay |
| 2000 | Olivier | Olivier exceptionnel                                                                                    | Avanti Ciné Vidéo |
| 1999 | Gémeaux | Meilleure interprétation masculine dans un rôle de soutien : téléroman, comédie de situations ou humour | Michel Côté |
| 1997 | Gémeaux | Interprétation : Immortels                                                                              | Claude Meunier, Serge Thériault |
| 1997 | Gémeaux | Meilleure série humoristique                                                                            | Avanti Ciné Vidéo |
| 1997 | Gémeaux | métier : Réalisation : Immortels                                                                        | Pierre Séguin |
| 1997 | Félix   | Émission de télévision de l’année - Humour                                                              | Artistes variés, Avanti Ciné Vidéo |
| 1997 | Gémeaux | Émission : Immortels                                                                                    | Avanti Ciné Vidéo |
| 1997 | Gémeaux | Meilleure texte : série ou spécial humoristique                                                         | Claude Meunier |
| 1997 | Gémeaux | métier : texte : Immortels                                                                              | Claude Meunier |
| 1997 | Gémeaux | Meilleure réalisation : comédie de situations, spécial ou série humoristique                            | Josée Fortier, Pierre Séguin |
| 1997 | Gémeaux | Meilleure interprétation : série ou spécial humoristique                                                | Claude Meunier, Serge Thériault |
| 1995 | Gémeaux | Meilleure réalisation : comédie de situations, spécial ou série humoristique                            | Pierre Séguin |
| 1995 | Félix   | Émission de télévision de l’année - Humour                                                              | Artistes variés, Avanti Ciné Vidéo |
| 1995 | Gémeaux | Meilleure interprétation rôle de soutien féminin : toutes catégories                                    | Diane Lavallée |
| 1995 | Gémeaux | Meilleurs décors : toutes catégories                                                                    | Pierre Labonté, Carole Paré |
| 1995 | Gémeaux | Meilleure interprétation : série ou spécial humoristique                                                | Claude Meunier, Serge Thériault |
| 1995 | Gémeaux | Prix du public                                                                                          | Avanti Ciné Vidéo |
| 1995 | Gémeaux | Meilleur texte : série ou spécial humoristique                                                          | Claude Meunier |
| 1995 | Gémeaux | Meilleure série humoristique                                                                            | Avanti Ciné Vidéo |
| 1994 | Gémeaux | Meilleure série humoristique                                                                            | Avanti Ciné Vidéo |
| 1994 | Gémeaux | Meilleur interprétation : série ou spécial humoristique                                                 | Claude Meunier, Serge Thériault |
| 1994 | Félix   | Émission de télévision de l’année - Humour                                                              | Artistes variés, Avanti Ciné Vidéo |
| 1994 | Gémeaux | Meilleure réalisation : comédie de situations, spécial ou série humoristique                            | Pierre Séguin |
| 1994 | Gémeaux | Meilleur texte : série ou spécial humoristique                                                          | Claude Meunier |

### Bande dessinée
En 2011, le jeune bédéiste de 23 ans Luca Jalbert présente la cinquième aventure de ses personnages Fonck et Ponck; Les Voyageurs du Graal, pour laquelle il a obtenu l'accord de Marc Labrèche, qui a accepté de se laisser caricaturer une deuxième fois par le jeune auteur, afin d'incarner un des personnages principaux de l'histoire. Or, pour cette occasion, Claude Meunier a également donné son accord afin que le bédéiste utilise ses personnages de Pôpa et Môman le temps d'une page. Un petit caméo donc, pour les éternels personnages de La Petite Vie.

## Coffrets VHS / DVD / Blu-Ray
Pendant les années de diffusion de l'émission, 5 coffrets VHS ont été mis sur le marché. Les quatre premiers coffrets (incluant chacun 3 cassettes comportant les épisodes produits entre 1993 et 1996, à l'exception du quatrième avec 4) furent distribués par Imavision et furent exclusivement disponibles par commande téléphonique . Le dernier coffret comportant 3 cassettes est le premier à être distribué en magasin grâce à l'aide de Distribution DEP et comprend les épisodes produits en 1998.
En 2002, Imavision reprend les droits de distribution et offre La grande collection de La Petite Vie en version VHS et DVD (la version VHS comprend 10 vidéocassettes et la version DVD comprend 7 DVD) avec seulement deux bonus: Les dessous de La Petite Vie et Les meilleures erreurs pour rire !!! (qui n'a jamais été diffusé à la télévision) .
En 2006, l'émission Noël chez les Paré paraît en DVD spécial pour le temps des fêtes.
En décembre 2008, pour célébrer les 15 ans de l'émission, Imavision commercialise un nouveau coffret de 9 DVD: La grande collection de luxe. Ce coffret, toujours disponible, est au format NTSC et est compatible avec les zones DVD 1 à 6. Il contient les 59 épisodes sur 8 DVD. Le 9e DVD contient deux des trois hors-saisons (Le Bogue de l'an 2000 et Noël chez les Paré), les deux émissions spéciales (les dessous de La Petite Vie et les meilleures erreurs pour rire !!!) et des suppléments inédits (le premier sketch dans un spectacle de Ding et Dong et un jeu karaoké).
En décembre 2024,  Unidisc commercialise un nouveau coffret de 12 DVD: L'œuvre intégrale.  Ce coffret, toujours disponible, est au format NTSC et est compatible avec les zones DVD 1 à 6. Il contient les 59 épisodes originaux et le 6 épisodes de La Petite Vie, 30 ans plus tard Les autres Blu-ray contient Le Bogue de l'an 2000, Noël chez les Paré et pour la première fois; Noël Story. Ainsi, les deux émissions spéciales (les dessous de La Petite Vie et les meilleures erreurs pour rire !!!) et des suppléments inédits (le premier sketch dans un spectacle de Ding et Dong). Les six épisodes sortis en 2024 sont disponibles en version originellement télévisée et en version inédite.
En décembre 2024, Unidisc commercialise un nouveau coffret de 5 Blu-Ray: L'œuvre intégrale. Ce coffret, toujours disponible, est au format NTSC et est compatible avec les zones Blu-Ray A à C. Il contient les 59 épisodes épisodes originaux et le 6 épisodes de La Petite Vie, 30 ans plus tard Les autres DVD contient Le Bogue de l'an 2000, Noël chez les Paré et pour la première fois; Noël Story. Ainsi, les deux émissions spéciales (les dessous de La Petite Vie et les meilleures erreurs pour rire !!!) et des suppléments inédits (le premier sketch dans un spectacle de Ding et Dong). Les six épisodes sortis en 2024 sont disponibles en version originellement télévisée et en version inédite.

### DVD

#### La grande collection de luxe
- Disque 1 : Le voyage à Plattsburgh, New You, La thérapie de Caro, Le souper avec une vedette, Le roast de Rénald, Le blind date et Le retour de Rod
- Disque 2 : Le souper du dimanche, La pierre au foie I, La pierre au foie II, Thérèse au Wacdo, Le cadran, La prise d'otage et L'ami de Caro
- Disque 3 : La correspondante de Moman, Le changement de caractère, Belle-Moman, Le prisonnier, Château ragoût, Info Caro et Le bébé-pilote
- Disque 4 : Le camping, Le vidéo, Pogo love story, Mlle Morin, Le kick de Moman, Le suicide de Rod et Le retour dans le passé
- Disque 5 : L'aventure de Réjean, Tous pour un, Réjean reçoit, Le mariage du gai I, Le mariage du gai II, Le million et Menteurs anonymes
- Disque 6 : La jalousie de Pogo, L'hospice I, L'hospice II, Réjean vice-président, Miss Madame, Rénald gai, Le frère jumeau et Caro religieuse
- Disque 7 : Le rêve de Moman, Le 40e anniversaire, Le combat des clans, L'héritier, Jean-Lou straight, Le Zèbre, Caro grosse et Le divorce I
- Disque 8 : Le divorce II, Le shower, Popa déprimé, Musique Plus, Paris, Le chalet, L'élection et L'accouchement
- Disque 9 : Le bogue de l'an 2000, Noël chez les Paré + fin alternative avec Ding et Dong, Les dessous de La Petite Vie, Les meilleures erreurs pour rire !!!, La première Petite Vie et Karaoké Petite Vie